# 松賓火山 (中爪哇省)

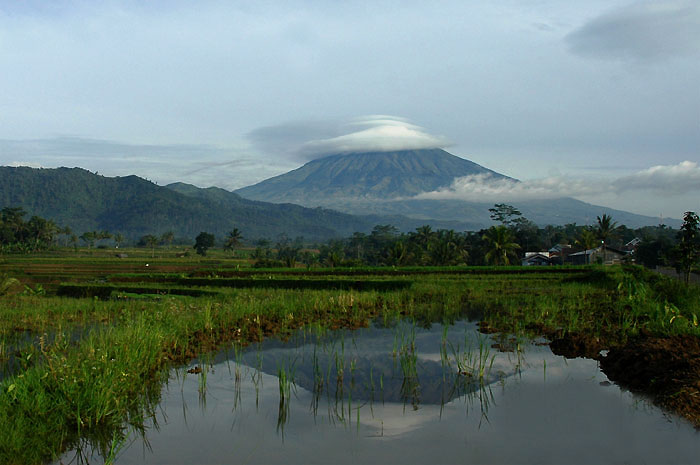

松賓火山是印度尼西亞的火山，位於該國東南部爪哇島中部，由中爪哇省負責管轄，海拔高度3,371米，最近一次火山噴發在1730年發生。